# Чемпионат мира по самбо 2008
Чемпионат мира по самбо 2008 года прошёл в Санкт-Петербурге 13-17 ноября. Было разыграно 27 комплектов наград. Главным судьёй соревнований был Евгений Селиванов.

## Медалисты

### Мужчины
| Весовая категория | Золото                         | Серебро                               | Бронза                                                       |
| ----------------- | ------------------------------ | ------------------------------------- | ------------------------------------------------------------ |
| до 52 кг          | Ерболат Байбатыров · Казахстан | Валерий Сороноков · Россия            | Ислам Гасымов · Азербайджан Андрей Курлыпо · Беларусь        |
| до 57 кг          | Антон Машкович · Беларусь      | Алексей Полтавцев · Украина           | Тимур Галлямов · Россия Ваган Варданян · Армения             |
| до 62 кг          | Илья Хлыбов · Россия           | Андрей Каштанов · Украина             | Азамат Муканов · Казахстан Хидэхико Мацумото · Япония        |
| до 68 кг          | Сергей Шибанов · Россия        | Дамир Мухидов · Узбекистан            | Дмитрий Бабийчук · Украина Луис Адрианза · Венесуэла         |
| до 74 кг          | Виктор Савинов · Украина       | Александр Шаров · Россия              | Георгий Георгиев · Болгария Араз Мухтаров · Азербайджан      |
| до 82 кг          | Раис Рахматуллин · Россия      | Магомед Абдулганилов · Беларусь       | Акрам Ишов · Узбекистан Владимир Головень · Украина          |
| до 90 кг          | Андрей Казусёнок · Беларусь    | Дорждеремийн Мунхбаясгалан · Монголия | Рикардо Эчарте · Испания Эдуард Кургинян · Россия            |
| до 100 кг         | Евгений Исаев · Россия         | Евгений Бедулин · Беларусь            | Благой Иванов · Болгария Набимухаммад Хоркашев · Таджикистан |
| свыше 100 кг      | Виталий Минаков · Россия       | Юрий Рыбак · Беларусь                 | Иван Илиев · Болгария Хадбаатарын Мунхбаатар · Монголия      |

### Женщины
| Весовая категория | Золото                       | Серебро                       | Бронза                                                      |
| ----------------- | ---------------------------- | ----------------------------- | ----------------------------------------------------------- |
| до 48 кг          | Елена Бондарева · Россия     | Келбет Нургазина · Казахстан  | Эрденечимегийн Номин · Монголия Татьяна Москвина · Беларусь |
| до 52 кг          | Снежина Васильева · Болгария | Луизиана Кампос · Венесуэла   | Сусанна Мирзоян · Россия Ленания Мингазова · Казахстан      |
| до 56 кг          | Наталья Арановская · Россия  | Елица Ражева · Болгария       | Саяка Шиода · Япония Хедриман Родригес · Венесуэла          |
| до 60 кг          | Мария Янчева · Болгария      | Яквелина Лопес · Венесуэла    | Арина Пчелинцева · Россия Катерина Прокопенко · Беларусь    |
| до 64 кг          | Екатерина Гольберг · Россия  | Адриана Черар · Румыния       | Батбаатарын Сайнжаргал · Монголия Алина Бойкова · Украина   |
| до 68 кг          | Эвия Пуките · Латвия         | Марина Баранова · Россия      | Насиба Суркиева · Туркменистан Луиза Гайнутдинова · Украина |
| до 72 кг          | Светлана Галянт · Россия     | Мария Кузнецова · Беларусь    | Наталья Смаль · Украина Невенка Чопович · Сербия            |
| до 80 кг          | Мария Оряшкова · Болгария    | Анна Субботина · Россия       | Ядмаагийн Дулмаа · Монголия Марина Прищепа · Украина        |
| свыше 80 кг       | Ирина Родина · Россия        | Наталья Мельникова · Беларусь | Анджелика Сопп · Эстония Санта Пакените · Литва             |

### Боевое самбо
| Весовая категория | Золото                           | Серебро                       | Бронза                                                       |
| ----------------- | -------------------------------- | ----------------------------- | ------------------------------------------------------------ |
| до 52 кг          | Анатолий Стишак · Россия         | Алмас Сулейменов · Казахстан  | Сергей Чёрный · Украина Вахе Отарян · Армения                |
| до 57 кг          | Денис Емелюков · Россия          | Эдгар Боргер · Венесуэла      | Карим Мукадов · Литва Марко Косев · Болгария                 |
| до 62 кг          | Дамланпурев Баасанхун · Монголия | Иван Давиденко · Россия       | Игорь Северин · Украина Артемий Ситенков · Литва             |
| до 68 кг          | Мурат Ристов · Россия            | Вачик Варданян · Армения      | Оздо Пардаев · Узбекистан Сергей Гречихо · Литва             |
| до 74 кг          | Венер Галиев · Россия            | Виктор Томашевич · Литва      | Александр Фёдоров · Эстония Тоугол Арапбай Уулу · Кыргызстан |
| до 82 кг          | Росен Димитров · Болгария        | Шамиль Алибатыров · Россия    | Давид Григорян · Украина Дарюс Станкевичус · Литва           |
| до 90 кг          | Михаил Заяц · Россия             | Эльдар Гульжамов · Узбекистан | Румен Димитров · Болгария Георгий Емельянов · Казахстан      |
| до 100 кг         | Дмитрий Заболотный · Россия      | Себастьян Либебе · Франция    | Владимир Джих · Украина Зариф Расулов · Узбекистан           |
| свыше 100 кг      | Благой Иванов · Болгария         | Штефан Янош · Германия        | Фёдор Емельяненко · Россия Владимир Бегеза · Украина         |